# Tomari-te

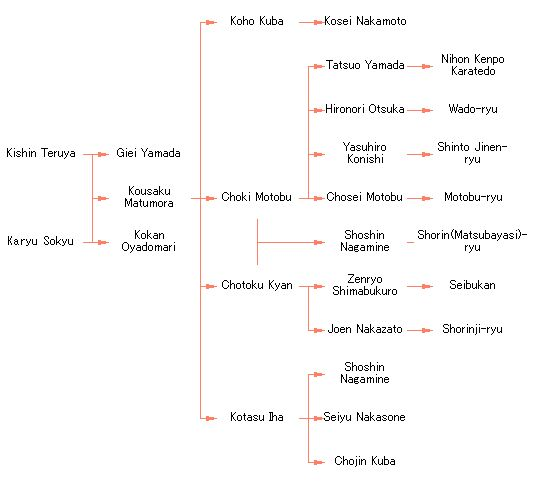
Genealogía del Tomari-te.

El Tomari-te (泊手, Tumai-di en okinawense: “Mano de Tomari”) es un término referido a una tradición de las artes marciales (las que se conocen como Karate sobre todo después de la II Guerra Mundial) que se inician en la ciudad de Tomari (Okinawa, Japón). Basado en el estilo nativo de lucha a mano vacía que existía en Okinawa, el Tomari-te se expandió mucho por la influencia de diplomáticos chinos y otras personas icon conocimientos de ”Quan fa” o kenpo, entre otras Wang Ji, Anan y Ason, a finales del siglo XVII. Junto con el Naha-te y el Shuri-te, el Tomari-te forma parte de una familia de artes marciales que han sido en conjunto llamadas Tode-jutsu o To-de (“Mano de China”, Tui-di en okinawense).

## Historia
El practicante más antiguo que se conoce de Tomari-te, también de Shuri-te, es Shinjo Choken, miembro la corte real de Okinawa hacia finales del siglo XVI, principios del XVII. Más tarde destaca Kanga “Tode” Sakugawa (1733?-1815), discípulo primero en Shuri del monje budista Peichin Takahara y después de Kushanku, delegado militar chino, experto en Shaolin Kungfu.
La figura más relevante del Tomari-te es Kosaku Matsomora (1829-1898), discípulo de “Tode” Sakugawa que practicara con Karyu Sokyu y con Kishin Teruya, maestros del original Tomari-te, y que entrenara también con el mercadrl chino Chinto (también conocido como Annan). Es por medio de Matsomora que los dos estilos, Tomari-te y Shuri-te son tan parecidos.
Sus sucesores fueron Chotoku Kyan (1870-1945), Choki Motubu (1870-1944), Arakaki Ankichi (1899-1927) y, sobre todo, Shoshin Nagamine (1907-1997), que estudió Karate con los tres primeros y creó la escuela Matsubayashi Shorin-ryu (Matsubayashi-ryu).

## Características técnicas
El Tomari-te se considera muy próximo al Shuri-te, ya que compartían las mismas raíces, por ejemplo la añadidura a las técnicas locales de técnicas de combate que venían del norte de China, el Shaolin Kungfu en particular. Como el Shuri-te, también el Tomari-te ha evolucionado al estilo Shorin-ryu.
Katas importantes del Tomari-te son:
- Naihanchi (Koshiki)
- Rohai
- Tomari Passai
- Wankan
- Wanshu